# Susanne Müller
Susanne Müller (Alemania) es una nadadora  retirada especializada en pruebas de estilo mariposa, donde consiguió ser medallista de bronce mundial en 1991 en los 4x100 metros estilos.

## Carrera deportiva
En el Campeonato Mundial de Natación de 1991 celebrado en Perth (Australia), ganó la medalla de bronce en los relevos de 4x100 metros estilos, nadando el largo de mariposa, con un tiempo de 4:10.50 segundos, tras Estados Unidos (oro con 4:06.51 segundos) y Australia (plata con 4:08.04 segundos).